# Das Kindermädchen – Mission Südafrika
Mission Südafrika ist eine deutsche Filmkomödie von Sascha Bigler aus dem Jahr 2018. Es handelt sich um den zweiten Film der ARD-Reihe Das Kindermädchen mit Saskia Vester als Kinderbetreuerin Henriette Höffner in der Hauptrolle. Die deutsche Erstausstrahlung erfolgte am 28. Dezember 2018 auf dem ARD-Sendeplatz „Endlich Freitag im Ersten“.

## Handlung
Die Münchner Kinderbetreuerin Henriette Höffner wird auf einer Farm in Südafrika eingesetzt, um dort auf den 16-jährigen Anton und dessen jüngeren Bruder Linus aufzupassen. Die pubertierenden Jungen sollten ursprünglich während der Abwesenheit ihrer Eltern von ihrem Großvater, dem Wildhüter Konrad Eckstein betreut werden, doch dieser hat keinerlei Lust und Interesse an seinen beiden Enkeln. Als dieser jedoch einen Hexenschuss erleidet, übernimmt die Kinderbetreuerin mit den Jungs die Tierfütterung. Auch wird der Älteste in die Arbeit des Wildhüters eingeführt. Aufgrund des höheren Alters von Eckstein bittet die Parkverwaltung einen Nachfolger zu ernennen, doch Eckstein hatte jahrelang ein schwieriges Verhältnis zu seiner Tochter, da seine Frau bei deren Geburt starb. Nach einer Aussprache versöhnen sich die beiden wieder.

## Hintergrund
Mission Südafrika wurde vom 1. Mai 2018 bis zum 29. Mai 2018 in Johannesburg und Umgebung gedreht. Produziert wurde der Film von der FFP New Media.

## Kritik
Die Kritiker der Fernsehzeitschrift TV Spielfilm zeigten mit dem Daumen nach unten und vergaben für Humor und Spannung einen von drei möglichen Punkten. Sie resümierten: „Afrikaschnulze in Postkartenoptik“.